# Afzal Khan
Mohammed Afzal Khan (ur. 5 kwietnia 1958 w Dźhelamie) – brytyjski polityk, prawnik i samorządowiec pakistańskiego pochodzenia, w latach 2005–2006 burmistrz (Lord Mayor) Manchesteru, poseł do Parlamentu Europejskiego VIII kadencji, deputowany do Izby Gmin.

## Życiorys
Urodził się w Pakistanie, do Wielkiej Brytanii przyjechał w wieku 11 lat. Porzucił szkołę po pięciu latach, pracował następnie w różnych zawodach, m.in. jako rzeźnik, kierowca autobusu i funkcjonariusz policji. Podjął następnie studia prawnicze, po których rozpoczął praktykę w zawodzie radcy prawnego.
W 2000 po raz pierwszy z ramienia Partii Pracy został wybrany na radnego Manchesteru. Reelekcję uzyskiwał w 2004, 2007 i 2011. Zaangażował się w działalność środowisk muzułmańskich w Wielkiej Brytanii, był m.in. asystentem sekretarza generalnego Muzułmańskiej Rady Wielkiej Brytanii, pełnił funkcję doradcy sekretarz stanu Patricii Hewitt.
W 2005 został wybrany na urząd Lorda Mayora (burmistrza) Manchesteru, stając się pierwszym Azjatą na tym stanowisku i jednocześnie najmłodszą osobą powołaną na ten urząd, który sprawował przez rok (do 2006). W wyborach europejskich w 2014 z ramienia laburzystów uzyskał mandat eurodeputowanego VIII kadencji.
W wyborach w 2017 został natomiast wybrany na deputowanego do Izby Gmin. Z powodzeniem ubiegał się o reelekcję w 2019 i 2024.

## Odznaczenia
W 2008 odznaczony Komandorią Orderu Imperium Brytyjskiego (CBE).